# Ancistrocladàcies
Ancistrocladaceae és una família monotípica de plantes amb flors. Només té un gènere, Ancistrocladus, amb unes 12 espècies de lianes que es troben a les regions tropicals del Vell Món.

## Classificació
El sistema de classificació APG II system, de 2003 reconeix aquesta família i l'assigna al clade core eudicots.

## Descripció
Són plantes paleotropicals, lianes la tija de les quals pot arribar a fer 10 cm de diàmetre. S'enganxa als arbres amb unes espines laterals en forma de ganxo. Les seves flors són petites i el fruit és una núcula.

## Distribució
11 espècies es troben a l'Àfrica tropical i com a mínim 5 espècies a Índia occidental, sud-est d'Àsia, Borneo i Taiwan.

## Potencial medicinal
Ancistrocladus korupensis està condiderada una font anti SIDA pel National Cancer Institute. El seu ingredient, un alcaloide, rep el nom en anglès de michellamine B. De la mateixa planta s'extreu l'antimalàric korupensamina E. S'estudien molts altres alcaloides d'aquestes plantes

## Taxonomia
- Ancistrocladus abbreviatus Airy Shaw
  - Ancistrocladus abbreviatus subsp. lateralis Gereau
- Ancistrocladus attenuatus Dyer (Myanmar)
- Ancistrocladus barteri Scott-Elliot (Guinea)
- Ancistrocladus congolensis J. Léonard (Congo)
- Ancistrocladus ealaensis J. Léonard (Congo)
- Ancistrocladus extensus Wall. ex Planch. (Cambodja)
- Ancistrocladus grandiflorus Cheek (Camerun)
- Ancistrocladus griffithii Planch.
- Ancistrocladus guineensis Oliv. (Nigèria)
- Ancistrocladus hainanensis Hayata. (Hainan, Xina)
- Ancistrocladus hamatus (Vahl) Gilg (Sri Lanka)
- Ancistrocladus heyneanus Wall. ex J. Graham (Índia)
- Ancistrocladus korupensis D.W. Thomas & Gereau (Camerun)
- Ancistrocladus letestui Pellegr. (Gabon)
- Ancistrocladus likoko J. Léonard (Congo)
- Ancistrocladus pentagynus Warb.
- Ancistrocladus pinangianus Wall. ex Planch.
- Ancistrocladus robertsoniorum J. Léonard (Kenya)
- Ancistrocladus sagittatus Wall. ex Planch.
- Ancistrocladus stelligerus Wall. ex DC.
- Ancistrocladus tanzaniensis Cheek & Frim. (Tanzània)
- Ancistrocladus tectorius (Lour.) Merr. (Illes Andaman, Cambodja, Xina, Indonèsia, Laos, Malàisia, Myanmar, Singapur, Tailàndia, Vietnam)
- Ancistrocladus uncinatus Hutch. & Dalziel (Nigèria)
- Ancistrocladus wallichii Planch.
- Ancistrocladus sp. (proposed name : Ancistrocladus benomensis) (Malàisia)